# Polymorphus contortus
Polymorphus contortus är en hakmaskart som först beskrevs av Bremser 1821.  Polymorphus contortus ingår i släktet Polymorphus och familjen Polymorphidae. Inga underarter finns listade i Catalogue of Life.